# داکوو سوخه
داکوو سوخه (به لهستانی:  Dakowy Suche) یک منطقهٔ مسکونی در لهستان است که در گمینا بوک واقع شده‌است. داکوو سوخه ۴۲۰ نفر جمعیت دارد.